# Велике Деревенське
Велике Деревенське (рос. Большое Деревенское) — селище Гур'євського міського округу, Калінінградської області Росії. Входить до складу Кутузовського сільського поселення.
Населення — 17 осіб (2015 рік).

## Населення
| 2002 | 2010 |
| ---- | ---- |
| 13   | ↗17  |